# Leslie Mann
Leslie J. Mann (San Francisco, 26 maart 1972) is een Amerikaans filmactrice. Ze maakte in 1991 haar film- en acteerdebuut in de komedie Virgin High. In 2007 werd ze genomineerd voor een Chicago Film Critics Association Award voor de beste bijrol, als Debby in de komedie Knocked Up.
Mann trouwde in 1997 met regisseur-producent Judd Apatow, met wie ze in 1997 dochter Maude en in 2002 dochter Iris kreeg. Ze speelde rollen in onder meer de door Apatow geproduceerde films The 40 Year Old Virgin, Knocked Up, Drillbit Taylor, Funny People en ParaNorman. Mann ontmoette hem op de set van The Cable Guy, waarvan Apatow de producent was.

## Filmografie
| Jaar | Titel                                             | Rol                     | Notities                      |
| ---- | ------------------------------------------------- | ----------------------- | ----------------------------- |
| 1991 | Virgin High                                       | Extra                   |                               |
| 1996 | Bottle Rocket                                     | gezelschapsmeisje       | uncredited                    |
| 1996 | Cosas que nunca te dije (Things I Never Told You) | Laurie                  |                               |
| 1996 | She's the One                                     | Connie                  |                               |
| 1996 | Last Man Standing                                 | Wanda                   |                               |
| 1996 | The Cable Guy                                     | Robin Harris            |                               |
| 1997 | George of the Jungle                              | Ursula Stanhope         |                               |
| 1999 | Big Daddy                                         | Corinne Maloney         |                               |
| 1999 | Freaks and Geeks                                  | mevrouw Foote           | aflevering: Chokin' and Tokin |
| 2000 | Timecode                                          | Cherine                 |                               |
| 2001 | Perfume                                           | Camille                 |                               |
| 2002 | Orange County                                     | Krista                  |                               |
| 2002 | Stealing Harvard                                  | Elaine Warner           |                               |
| 2005 | The 40-Year-Old Virgin                            | Nicky                   |                               |
| 2007 | Knocked Up                                        | Debbie                  |                               |
| 2008 | Drillbit Taylor                                   | Lisa Zachey             |                               |
| 2009 | 17 Again                                          | oude Scarlett O'Donnell |                               |
| 2009 | Funny People                                      | Laura                   |                               |
| 2009 | Shorts                                            | Mom Thompson            |                               |
| 2010 | I Love You Phillip Morris                         | Debbie                  |                               |
| 2011 | Rio                                               | Linda Gunderson         | stemrol                       |
| 2011 | Allen Gregory                                     | Gina                    | stemrol                       |
| 2011 | Little Birds                                      | Margaret Hobart         |                               |
| 2011 | Modern Family                                     | Katie                   | aflevering: Treehouse         |
| 2011 | The Change-Up                                     | Jamie                   |                               |
| 2012 | ParaNorman                                        | Sandra Babcock          | stemrol                       |
| 2012 | This Is 40                                        | Debbie                  |                               |
| 2013 | The Bling Ring                                    | Nicki's moeder          |                               |
| 2014 | Mr. Peabody & Sherman                             | Patty Peterson          | stemrol                       |
| 2014 | Rio 2                                             | Linda Gunderson         | stemrol                       |
| 2014 | The Other Woman                                   | Kate King               |                               |
| 2016 | How to Be Single                                  | Meg                     |                               |
| 2016 | The Comedian                                      | Harmony                 |                               |

## Televisieseries
*Exclusief eenmalige gastrollen
- Allen Gregory - Gina Winthrop (2011, zeven afleveringen)

- Bibsys: 9060591
- Bibliothèque nationale de France: cb14202776q (data)
- Gemeinsame Normdatei: 143552120
- International Standard Name Identifier: 0000 0001 1462 4402
- Library of Congress Control Number: no2002040013
- MusicBrainz: 437d491b-f24d-4ff1-9ee2-9111d5f5eb9c
- Nationale Bibliotheek van Tsjechië: xx0099843
- Nationale Bibliotheek van Polen: a0000001634269
- Nederlandse Thesaurus van Auteursnamen: 357976339
- Système universitaire de documentation: 14578035X
- Virtual International Authority File: 91222667
- WorldCat: E39PBJwHjGG3dxypbmgrw9rQbd